# CBR (format de fichier)
Pour les articles homonymes, voir CBR.
Le Comic Book Rar (CBR) est un format de fichier utilisé pour les bandes dessinées numérisées, c'est une variante du format CBZ (qui utilise le format zip pour la compression).
En fait, ces fichiers (.cbr) sont en réalité des archives RAR (.rar) contenant les pages d'une bande dessinée sous forme d'images (GIF, JPEG, PNG, BMP, etc.). 
Certains logiciels spécialisés permettent d'ouvrir directement ces fichiers et de feuilleter l'ouvrage.

## Autres formats similaires
Voir la catégorie Archives pour bandes dessinées dans le tableau des formats de fichiers.